# Demografia da Rússia
Em janeiro de 2020, a população russa foi estimada em 146,8 milhões de habitantes e uma densidade demográfica 9 hab./km². A população se concentra na parte ocidental do país, onde se formam grandes centros urbanos. A parte central e a parte oriental, por serem regiões muito frias e isoladas, são escassamente povoadas. Cerca de 74% da população vive em áreas urbanas e cerca de 26% vive na área rural.

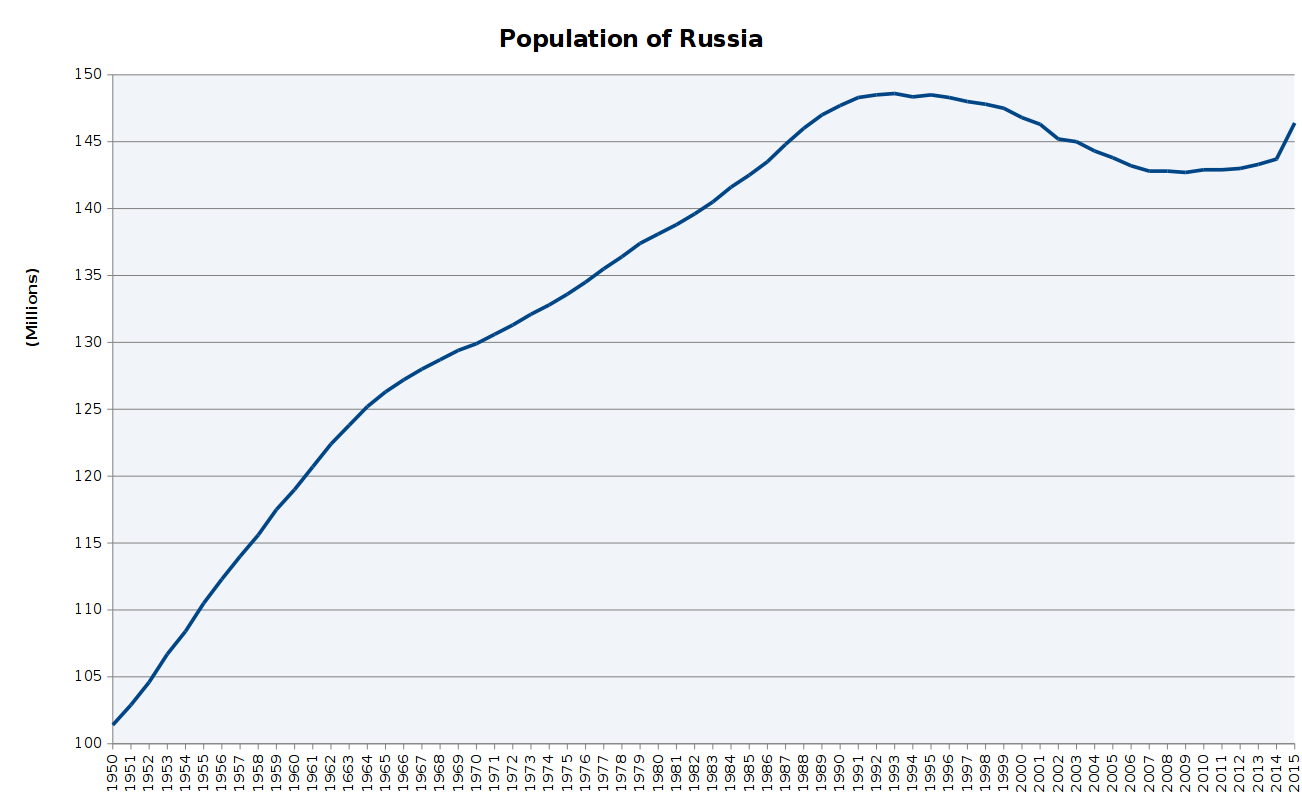
Evolução da Demografia entre 1950 e 2012

## Dados demográficos
- Composição da População: Os russos são o principal grupo étnico e representam cerca de 80% da população.Os tártaros compõem 4% da população, os ucranianos 2%, os chuvaches 1% e outras minorias outros 10%.

- Idioma: O russo é a língua oficial e é falada pela maior parte da população. Falante de línguas como o chuvache, o calmuco, e o chechene também são encontrados na Rússia.
- Religião: A principal religião é o Cristianismo, praticada por cerca de 76,2% da população (ortodoxos 75,0%, católicos 0,3%, protestantes 0,9%). Os muçulmanos representam 5%, os judeus 0,2%, e outras religiões, agnósticos e ateus representam cerca de 8,0% da população.
- Expectativa de vida: 66,5 anos para os homens e 76,9 anos para as mulheres.[2]
- Mortalidade infantil: 7,5 mortes para cada 100.000 habitantes.
- Analfabetismo: 0,6%.
- IDH: 0,817.

## Pirâmide etária
Tal como os países desenvolvidos, a Rússia possui uma população idosa, embora possua mais jovens em média do que o resto da Europa. O crescimento demográfico é geralmente negativo (houve uma exceção em 2016, quando foi registrado um crescimento de 0,2%).
A tabela que segue representa a distribuição da população segundo o instituto federal de estatísticas da Rússia no ano de 2019.
| Idade | Pop. (em Milhares) | %   |
| ----- | ------------------ | --- |
| 0-4   | 8985               | 6.3 |
| 5-9   | 8977               | 6.3 |
| 10-14 | 7717               | 5.4 |
| 15-19 | 6786               | 4.7 |
| 20-24 | 6667               | 4.7 |
| 25-29 | 9754               | 6.8 |
| 30-34 | 12712              | 8.9 |
| 35-39 | 11517              | 8.1 |
| 40-44 | 10341              | 7.2 |
| 45-49 | 9418               | 6.6 |
| 50-54 | 8481               | 5.9 |
| 55-59 | 10648              | 7.4 |
| 60-64 | 9858               | 6.9 |
| 65-69 | 8098               | 5.7 |
| 70-74 | 4540               | 3.3 |
| 75-79 | 3276               | 2.3 |
| 80-84 | 3421               | 2.4 |
| 85-89 | 1265               | 0.9 |
| 90-94 | 565.8              | 0.4 |
| 95-99 | 69.6               | 0.0 |
| > 100 | 4.2                | 0.0 |
| Total | 143101             | 100 |

## Imigração e emigração
A Rússia, como economia crescente (7% ao ano), necessita de mão de obra para a construção de infraestruturas. Por outro lado, os licenciados que saem das universidades russas não encontram emprego e aqueles que conseguem são mal remunerados. Sendo assim, muitos russos capacitados são obrigados a emigrar para outros países, onde encontram melhores condições.
A tabela que se segue mostra a quantidade de pessoas que entraram e saíram do país em 2005.
| País           | Imigrantes | Emigrantes |
| -------------- | ---------- | ---------- |
| Afeganistão    | 60         | 11         |
| Alemanha       | 3025       | 21458      |
| Arménia        | 7581       | 620        |
| Austrália      | 30         | 209        |
| Azerbaijão     | 4600       | 1274       |
| Bielorrússia   | 6797       | 6034       |
| Bulgária       | 118        | 124        |
| Canadá         | 99         | 628        |
| Cazaquistão    | 51945      | 12473      |
| China          | 432        | 456        |
| Cuba           | 17         | 2          |
| Estados Unidos | 396        | 4040       |
| Estônia        | 432        | 225        |
| Finlândia      | 129        | 737        |
| Geórgia        | 5497       | 691        |
| Grécia         | 200        | 155        |
| Israel         | 1004       | 1745       |
| Letónia        | 360        | 211        |
| Lituânia       | 360        | 213        |
| Moldávia       | 6569       | 786        |
| Polónia        | 55         | 76         |
| Portugal       | 0          | 1300       |
| Quirguistão    | 15592      | 473        |
| Síria          | 68         | 54         |
| Suécia         | 23         | 110        |
| Tajiquistão    | 9412       | 434        |
| Turquemenistão | 4104       | 125        |
| Turquia        | 86         | 85         |
| Ucrânia        | 30760      | 12640      |
| Uzbequistão    | 30436      | 595        |
| Outros         | 1372       | 3150       |

## Maiores cidades
As principais cidade russas se situaram na parte ocidental do país. A capital e cidade mais populosa é Moscou, com mais de 11 milhões de habitantes.